# Microterys notus
Microterys notus är en stekelart som beskrevs av Sugonjaev 1976. Microterys notus ingår i släktet Microterys och familjen sköldlussteklar. Inga underarter finns listade i Catalogue of Life.